# Masamune

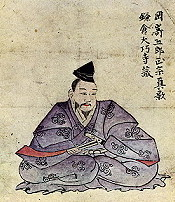
Masamunes Porträt

Okazaki Masamune (jap. 岡崎 正宗), auch bekannt unter dem Namen Okazaki Gorō (岡崎 五郎), Gorō Nyūdō Masamune (五郎 入道 正宗, dt. „Priester Gorō Masamune“), war einer der berühmtesten Schwertschmiede Japans. Die genauen Lebensdaten sind unbekannt. Es wird heute aber allgemein davon ausgegangen, dass er die meisten seiner Schwerter, im Wesentlichen Tachi- und Tantō-Klingen im Stile der Sōshū-Tradition, zwischen 1288 und 1328 in der Provinz Sagami angefertigt hat.

## Stil

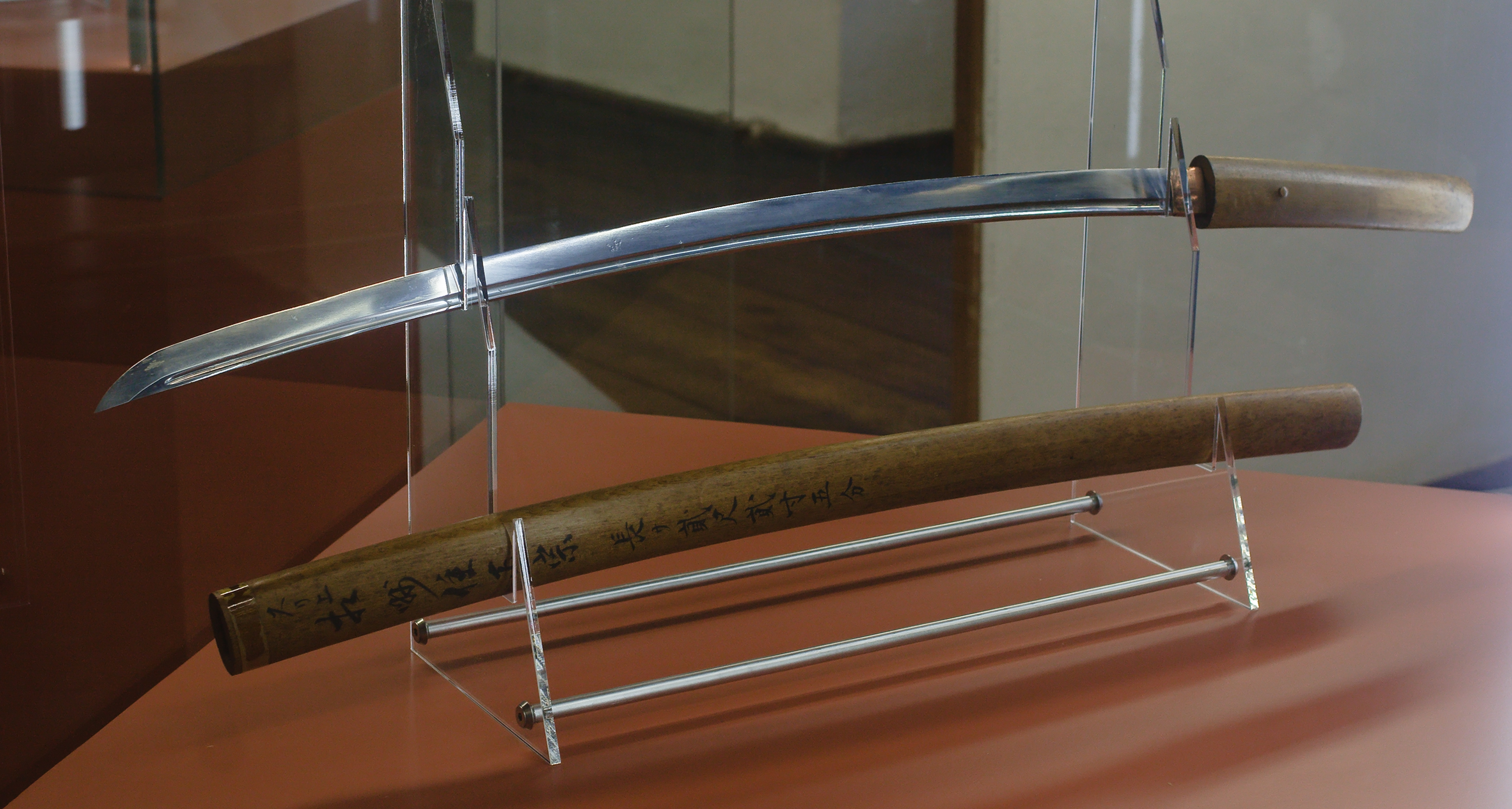
Exponat im Museum der Stadt Steyr

Die Schwerter von Masamune waren von ausgesprochener Schönheit und ausgezeichneter Qualität. Dies ist besonders deshalb beachtlich, weil der zu dieser Zeit verfügbare Stahl häufig von inhomogener Zusammensetzung war. Man geht allgemein davon aus, dass er die Kunst des nie (Einbettung martensitischer Kristalle in eine Perlitmatrix), die in ihrem Aussehen an Sterne am Nachthimmel erinnern, zur höchsten Blüte gebracht hat.
Masamune war ein Schüler von Shintogo Kunimitsu und stellte Suguha-Klingen mit gerader Härtelinie her, schuf aber auch großartige Notare Hamon-Klingen, bei denen die Schneide eine sanft gewellte Härtelinie aufweist. Darüber hinaus gibt es einige Klingen mit KO-MIDARE (kleinen unregelmäßigen Wellen), die nach der Art der alten Bizen- und Hoki-Provinz-Stile hergestellt wurden.
Charakteristisch für seine Arbeiten sind chikei (klare graue Linien auf der YAKIBA) und kinsuji, blitzstrahlförmige Formationen auf der Klinge. Aus dem Stil seiner Arbeiten kann man schließen, dass sie von der späten Kamakura-Periode bis zur Namboku-chō hergestellt wurden.
Schwerter von Masamune werden oft nach einer Kombination aus dem Namen ihres Herstellers und einem spezifischen Namen für das jeweilige Schwert bezeichnet. Ein Beispiel dafür ist das Honjō Masamune, das als Symbol für das Tokugawa-Shogunat diente und von Herrscher zu Herrscher weitergegeben wurde. Es ist vermutlich das bekannteste der von Masamune gefertigten Schwerter, allerdings ist es seit dem Zweiten Weltkrieg verschwunden. Weitere bekannte Schwerter sind Fudo Masamune, Kyogoku Masamune und Daikoku Masamune.
Unter den Schwertern, die im Kyōho Meibutsu Cho, einem Verzeichnis ausgezeichneter Schwerter aus den Sammlungen von Daimyo aus der Kyōhō-Ära, aufgeführt werden, sind die Waffen von Masamune die am häufigsten zitierten.
Das Kyōho Meibutsu Cho wurde auf Anordnung von Tokugawa Yoshimune vom Tokugawa-Shogunat im Jahre 1714 verfasst und besteht aus drei Büchern. Das erste Buch ist unter dem Namen Nihon Sansaku bekannt und enthält eine Liste von Arbeiten der großartigsten Schwertschmiede aus Sicht von Toyotomi Hideyoshi und führt 41 Klingen von Goro Nyudo Masamune auf.
Die heute noch existenten Arbeiten von Masamune haben allesamt den Status eines japanischen nationalen Kulturguts oder sind Teil des kaiserlichen Schatzes. Etwa die Hälfte davon sind kurze Tantō, die andere Hälfte Katana mit Standardlänge, wovon wiederum die Hälfte ursprünglich als längere Nodachi gefertigt und von späteren Generationen auf ihre heutige Länge gekürzt worden sind.

## Vergleich mit Muramasa
Die Schwerter von Masamune werden häufig mit den Arbeiten von Muramasa, einem anderen japanischen Schwertschmied aus dem 15. Jahrhundert, verglichen. In den Legenden, die sich um die Klingen der beiden Schmiede ranken, werden die Waffen von Muramasa als blutdürstig und böse beschrieben, während Masamunes Klingen innere Ruhe und Gelassenheit nachgesagt wird.

## Schwerter

### Honjō Masamune
Das Schwert Honjō Masamune (本庄正宗) ist ein Katana, es war das Symbol des Tokugawa-Shogunats und wurde von Shogun zu Shogun weitergegeben. Es ist eines der bekanntesten Schwerter Masamunes und soll eines der besten Katana sein, die jemals hergestellt wurden. Der Name Honjō leitet sich vermutlich von einem früheren Besitzer, dem General und Herrn von Echizen, Honjō Shigenaga, ab, der das Schwert in einer Schlacht erbeutete.
Zwar wurde das Schwert im Jahre 1939 zum Nationalschatz (Kokuhō) erklärt, aber sein Verbleib ist heute unbekannt: wie so viele historische Schwerter wurde es am Ende des Zweiten Weltkriegs von der US-Armee erbeutet. Bis heute gilt das Honjō Masamune als verschollen, da unbekannt ist, ob es wie viele andere Schwerter zerstört wurde oder immer noch irgendwo liegt.

### Fudō Masamune
Diese Klinge ist eine der wenigen, die von Masamune signiert wurden und an deren Originalität kein Zweifel besteht. Sie wurde von Toyotomi Hidetsugu für 500 Kan gekauft und wurde an Shogun Ieyasu und von diesem an Maeda Toshiie weitergegeben. Maeda Toshitsune verschenkte sie wieder an den Shogun. Später wurde die Klinge ein Erbstück der Owari-Tokugawa. Das Fudo Masamune ist ein Tantō von etwa 25 cm (8 sun 6.5 bun) Länge, mit einer Wurzelgravierung auf der Omote-Seite und einen Drachen auf der Ura. In die Klinge eingraviert ist eine Darstellung von Fudō Myō-ō, einer buddhistischen Gottheit, die der Klinge ihren Namen gab.

### Hōchō Masamune
Eine diese breiten, eindrucksvollen Klingen ist ein Tantō von 21,8 cm Länge. Die Klinge besitzt Gomabashi-Bohi in Form eines Durchbruchs (Sukashi). Sie wurde um 1919 restauriert und für etwa 10 Hiki verkauft, was etwa 14¢ US zu dieser Zeit entsprach. Dieses Hocho Masamune befindet sich im Tokugawa-Kunstmuseum. Es gibt drei unterschiedliche HÔCHÔ-Klingen von MASAMUNE.

### Kotegiri Masamune
Kotegiri oder Kote giri ist ein Kendo-Schlag zum Handgelenk. Der Name leitet sich von einem früheren Besitzer, Asakura Ujikage her, der damit in der Schlacht von Toji in Kyōto den stählernen Panzerhandschuh vom Arm eines gegnerischen Samurai abtrennte. Oda Nobunaga gelangte in den Besitz des Schwerts und ließ es auf die aktuelle Länge kürzen. Im Jahre 1615 gelangte es in die Hände des Maeda-Clans, der es 1882 an den Kaiser Meiji, der ein bekannter Schwertsammler war, verschenkte.

### Hachiwari
Eine Klinge, die von Masamune mit einer Inschrift versehen wurde:
- 日本鍛冶祖匠(人) (Nihon kaji soshō(jin), dt. „Der japanische Schwertschmiedemeister“)
- 五島入道正宗造之 (Gorō Nyūdō Masamune tsukuru no, dt. „Vom Priester Gorō Masamune gemacht“)
- 楠多門兵衛正成 (Kusunoki Tamon Hyōei Masashige, dt. „Kusunoki ‚Tamon Hyōei‘ Masashige“)
- 元弘元年正月吉日 (Genkō gannen shōgatsu kichijitsu, dt. „Ein glücklicher Tag im ersten Monat des ersten Jahres von Genkō“ (1331))

## Schüler | Masamune Jutetsu
Masamune hatte in seiner Zeit großen Einfluss auf die japanische Schwertschmiedekunst. Die Qualität und überlegene Schönheit seiner Arbeiten sprach sich schnell herum, und viele talentierte Schmiede schlossen sich ihm an. Im Allgemeinen wird von den „zehn großen Schülern Masamunes“ oder Masamune Jutetsu (正宗十哲) gesprochen. Insgesamt sind 15 Schüler bekannt, ob und wie genau alle diese „Schüler“ wirklich in einer Art Ausbildungsverhältnis zu Masamune standen oder ob es sich eher um Partnerschaften oder Mentoren-Beziehungen handelte, wird bei einigen Schülern noch intensiv diskutiert.
Grundsätzlich werden folgende Schmiede zu den Masamune Jutetsu gezählt und weitestgehend anerkannt:

### Chogi
(備州長船住長義作—Bishu Osafune Ju Nagayoshi Saku) (備州國長船住長義—Bizen Kuni Osafune Ju Nagayoshi)
Obwohl er aufgrund der Zeit, in der er schmiedete, wahrscheinlich kein direkter Schüler von Masamune war, sind seine Werke stark von Masamunes Arbeit und der Soshu-Tradition sowie von der Arbeit der Soden-Bizen-Schwertschmiede beeinflusst. Obwohl die Kanji-Zeichen im Japanischen als „Nagayoshi“ ausgesprochen werden, wird die on'yomi (chinesisch-japanische Lesart) Aussprache von „Chogi“ für diesen Schmied und eine Handvoll anderer verwendet (weniger häufig für seinen Schüler Kanenaga, der im on'yomi als „Kencho“ ausgesprochen wird).

### Kanemitsu
(備前國長船住兼光—Bizen Kuni Osafune Ju Kanemitsu) (備前長船住兼光—Bishu Osafune ju Kanemitsu) (備前國長船住左衛門尉藤原兼光—Bizen no Kuni Osafune ju Saemonjo Fujiwara Kanemitsu)
Er gilt als Schöpfer einiger der schärfsten Schwerter aller Zeiten und ist einer der wenigen Schmiede, die als Sai-jo O-wazamono (Großmeister der großen Schärfe) eingestuft werden, mit berühmten Schwertern namens Kabutowari (Helmschneider), Ishikiri (Steinschneider) und Teppokiri (Gewehrschneider), wie in Fujishiros Schriften überliefert. Kanemitsu stellte Schwerter her, die von berühmten Männern und Generälen verwendet wurden. Wahrscheinlich wurde er jedoch nicht direkt von Masamune unterrichtet, sondern stand unter dem Einfluss der Soshu und fertigte neben seiner Tätigkeit als Anführer der Soden-Bizen-Revolution auch Schwerter an.
Die herausragende Qualität seiner Arbeit und seine Fertigkeiten werden auch durch die gängigen Einordnungen für Nihonto z. B. von Hawley (150 Punkte) oder Toko Taikan (¥18 Mio.) gewürdigt.

#### Shizu Saburo Kaneuji
(兼氏—Kaneuji)
Er lebte in der Provinz Yamato, bevor er nach Mino ging, um bei Masamune zu lernen, wo sich sein Stil radikal veränderte. Seine Schwerter sind denen von Masamune sehr ähnlich und werden oft mit ihm verwechselt. Die Mishina-Schule kann ihre Geschichte auf Kaneuji und Masamune zurückführen.

#### Kinju
(金重)
Kinju wird, wie Chogi, konventionell in on'yomi ausgesprochen. Er ist auch unter dem Namen Kaneshige bekannt, der die japanische Aussprache seines Namens verwendet. Er und Kaneuji sind die Begründer des Mino-Stils. Er war ein Mönch am Seisen-ji in Tsuruga und führte wie Kuniyuki zur Entstehung der Echizen-Schwertkunst. Er zog zur Zeit von Ryakuo (1338–1342) nach Mino und begründete die Seki-Tradition.

#### Kunishige
(長谷部国重—Hasebe Kunishige)
Begründete die Hasebe-Schule, die Schwerter im Stil der zweiten Periode von Soshu und Yamashiro herstellt. Seine Schwerter werden von einigen als gleichwertig mit denen von Akihiro und Hiromitsu angesehen. Er schuf das im Kyoho Meibutsu Cho aufgeführte Heshikiri Hasebe (Das kraftvolle Messer), das Toyotomi Hideyoshi und später Oda Nobunaga gehörte. Es trägt eine Goldeinlage von Honami Kotoku, genannt Kinzogan (金象嵌). Heute ist das Schwert ein Familienerbstück der Kuroda Daimyō Ke. Das Schwert hat seinen Namen von der Geschichte, in der Oda Nobunaga es zog, um einen Tisch zu durchschneiden und Kannai, einen Teemeister, der ihn verraten hatte, zu töten.

#### Kunitsugu
(来源国次—Rai Minamoto Kunitsugu)
Er trägt auch den Namen Kamakura Rai, da er der Enkel von Rai Kuniyuki ist. In seinen Werken lässt sich der Einfluss der Soshu- und Yamashiro-Traditionen erkennen.
Die Fähigkeiten und die hohe Qualität der Arbeiten von Kunitsugu werden auch durch die gängigen Einordnungen für Nihonto z. B. von Hawley (200 Punkte) oder Toko Taikan (¥15 Mio.) verdeutlicht.

#### Saemonzaburo
(左—Sa) (筑州左—Chikushu Sa) (筑前國住左—Chikuzen no Kuni ju Sa)
Es wird angenommen, dass er den Namen Yasuyoshi trug, aber seine Werke mit den ersten beiden Buchstaben seines Vornamens signierte. Einige halten ihn für einen der größten Schüler von Masamune. Er war nicht nur ein Soshu-Schwertschmied, sondern begründete auch die Chikuzen-Tradition.

#### Saeki Norishige
(則重—Norishige, 佐伯—Saeki)
Historisch gesehen gilt er als einer der besten Schüler von Masamune und wird zu den Juttetsu gezählt. Aktuelle Forschungen deuten jedoch darauf hin, dass er ein älterer Schüler von Masamune und ein jüngerer von Yukimitsu war, und zwar unter dem großen Lehrer Shintōgo Kunimitsu. Er stammte wie Go aus der Provinz Etchu und ist als einziger Schmied bekannt, der den Stil des Matsukawa-hada (Stahl mit Kiefernrindenmuster) beherrschte, was seine Arbeit einzigartig macht.
In den gängigen Formaten zur Bewertung von Nihonto werden ihm diese herausragende Qualität ebenfalls attestieren. Hawley vergibt ihm zwar 150 Punkte, Toko Taikanmit jedoch eine sehr hohe ¥20 Mio. Einordnung.

#### Go Yoshihiro
(郷(江)—Go, 義弘—Yoshihiro)
Aufgrund seines Todes im Alter von 27 Jahren existieren nur sehr wenige Werke dieses Schwertschmieds. Es gibt keine bekannten signierten Werke. Es wird angenommen, dass er den Namen Go Yoshihiro oder einfach Go trug, der Name der Stadt, aus der er stammte. Er ist nicht nur ein Soshu-Schwertschmied, sondern auch ein Mitglied der Etchu-Tradition. Er gilt als der fähigste Schwertschmied unter den Masamune Juttetsu.
Seine Fähigkeiten und die Qualität seiner Arbeit werden auch durch die gängigen Einordnungen für Nihonto z. B. von Hawley (200 Punkte) oder Toko Taikan (¥15 Mio.) verdeutlicht.

#### Naotsuna
(石州出羽直綱作—Sekishu Izuwa Naotsuna Saku) (直綱作—Naotsuna Saku)
Es ist nicht klar geklärt, ob Naotsuna ein direkter Schüler Masamunes war, oder ob er in der Tat ein Schüler von Saemonzaburo und anderen gewesen sein könnte. Seine Arbeit wird als stark von Soshu (相州) beeinflusst angesehen, auch wenn vielleicht nicht von Masamune direkt gelehrt, ist er auch von der Soden Bizen (備前) und Iwami Provinz (石州) Stil beeinflusst. Naotsuna hat die Iwami-Naotsuna-Sadatsuna Schule begründet. Seine direkte Linie endete nach der 3. Generation. Und auch die Linie seines besten Schülers Sadatsuna erlischt nach 3 Generationen um 1450.